# Ploso (Jati)
Ploso is een bestuurslaag in het regentschap Kudus van de provincie Midden-Java, Indonesië. Ploso telt 7302 inwoners (volkstelling 2010).